# Jeux d'espions (film, 2020)
Pour les articles homonymes, voir Jeux d'espions.
Pour plus de détails, voir Fiche technique et Distribution.
Jeux d'espions (Legacy of Lies) est un film d'espionnage ukraino-britannico-polono-néerlando-américain écrit, coproduit et réalisé par Adrian Bol, sorti en 2020.

## Synopsis
Martin Baxter est un ancien agent secret assez marqué par son passé, c'est alors qu'il rencontre une journaliste ukrainienne qui a besoin de ses talents pour trouver des dossiers compromettants à propos des services secrets russes. Ses anciens amis de la CIA le traquent tout comme le MI-6. Ensuite, le FSB kidnappe sa fille. Baxter se retrouve face à un dilemme : risquer la vie de sa fille en gardant les documents ou risquer la vie de la journaliste en les rendant. Martin devra choisir, il a un délai de 24 heures.

## Fiche technique
Sauf indication contraire, les informations mentionnées dans cette section peuvent être confirmées par la base de données cinématographiques IMDb,  présente dans la section « Liens externes ».
- Titre original : Legacy of Lies
- Titre français : Jeux d'espions
- Réalisation et scénario : Adrian Bol
- Musique : Arkadiusz Reikowski
- Décors : Paul Burns
- Photographie : Simon Rowling
- Montage : Yuri Reznichenko
- Production : Alla Belaya, Adrian Bol et Krzysztof Solek

Production déléguée : Tannaz Anisi, Grant Bradley, Tom George, Greg Schenz, Veronika Stepanchuk et Andy Thompson
- Société de production : 13 Films, Eager Films B.V., Film Polska Production, Legacy Films, Principal Film Finance et Toy Cinema
- Société de distribution :[Laquelle ?]
- Pays d'origine :  États-Unis /  Pays-Bas /  Pologne /  Royaume-Uni /  Ukraine
- Langues originales : anglais, russe, ukrainien
- Format : couleur
- Genre : action
- Durée : 101 minutes
- Dates de sortie :
  - États-Unis : 28 juillet 2020 (DVD)
  - Pologne : 1er août 2020 (internet)
  - Ukraine : 6 août 2020
  - Royaume-Uni : 12 octobre 2020 (DVD)
  - Pays-Bas : 23 octobre 2020 (internet)
  - France : 1er décembre 2020 (internet)

## Distribution
- Scott Adkins (VFB : Michelangelo Marchese) : Martin Baxter
- Honor Kneafsey (VFB : Marie du Bled) : Liza
- Andrea Vasiliou : Suzanne
- Yuliia Sobol (VFB : Séverine Cayron) : Sasha
- Martin McDougall (VFB : Jean-Michel Vovk): Trevor
- Matt Mitler : Mark Ramley
- Tetiana Nosenko (VFB : Cécile Florin) : Olga
- Anna Butkevich (VFB : Maia Baran) : Tatyana
- Leon Sua (VFB : Erwin Grunspan) : Edwards
- Victor Solé (VFB : Philippe Résimont) : Maxime
- Voix additionnelles : Olivier Cuvellier, Patrick Donnay, Sébastien Hébrant, Alain Eloy, Sophie Landresse, Pierre Bodson, Grégory Praet, Ludivine Deworst.
- Source : Carton de doublage. Studio : C You Soon. Direction Artistique : Alexandra Correa

## Production

### Tournage
Le tournage a lieu à Kiev en Ukraine et à Londres en Angleterre.